# Battaglia del fiume Irpin'
La battaglia del fiume Irpin' fu uno scontro probabilmente combattuto tra gli eserciti del Granducato di Lituania e il Principato di Kiev nel XIV secolo. Secondo la leggenda che circonda lo scontro e che rende difficile discernere gli aspetti fantastici dalla realtà, Gediminas, il granduca di Lituania, conquistò la Volinia prima di concentrarsi sulla città di Kiev. A frapporsi tra lui e il suo obiettivo fu il principe Stanislao di Kiev, alleato con il Principato di Perejaslavl' e quello di Brjansk. I lituani riportarono una grande vittoria, riuscendo tra le conseguenze della schermaglia a estendere la loro influenza sulla moderna capitale ucraina. Non esistono fonti coeve che attestino la battaglia, essendo stata tramandata dalle sole cronache lituane, uno scritto più tardo e generalmente inattendibile. Pertanto, secondo gli storici non è chiaro se si sia trattato di un conflitto realmente avvenuto nei primi anni 1320 o se questa sia una storia di fantasia inventata da scrittori successivi. Ciò che è certo è che i lituani ottennero il pieno controllo della città ucraina solo nel 1362 dopo la battaglia delle Acque Blu combattuta contro l'Orda d'Oro.

## Resoconto delle cronache lituane
Secondo quanto riportato dalle cronache lituane, dopo aver raggiunto un accordo di pace con l'ordine teutonico, Gediminas decise di marciare verso la Volinia. L'esercito lituano attaccò e occupò Volodymyr-Volyns'kyj e il principe Vladimiro (molto probabilmente una storpiatura che invece indicherebbe Andrea di Galizia) morì durante la schermaglia; suo fratello Leone II di Galizia fuggì invece verso il suo cognato a Brjansk. L'esercito lituano trascorse l'inverno a Brėst e, la seconda settimana dopo la Pasqua, marciò contro il Principato di Kiev, occupando in primis Ovruč e Žytomyr. A Belgorod Kievski, un insediamento situato lungo il corso del breve fiume Irpin' (lungo circa 23 km) a sud-ovest di Kiev, Gediminas incontrò l'esercito congiunto di Stanislao di Kiev, Oleg di Perejaslavl, Romano di Brjansk, e Leone II di Galizia. Deciso a combattere, il sovrano lituano suonò la carica e i lituani ottennero una vittoria decisiva. Oleg e Leone persero la vita sul campo di battaglia, mentre Stanislao scappò dapprima verso Brjansk e poi, più lontano, a Rjazan'. Gediminas si spinse poi più avanti, conquistando Belgorod Kievski e assediando la città di Kiev per un mese. Lasciata senza il suo principe, Kiev decise infine di arrendersi. I lituani conquistarono anche Vyšhorod, Čerkasy, Kaniv, Putyvl', nonché Perejaslav. Algimantas, figlio di Mindaugas e parente della famiglia degli Alšėniškiai, subentrò come reggente a Kiev per conto di Gediminas.

## Giudizio storiografico

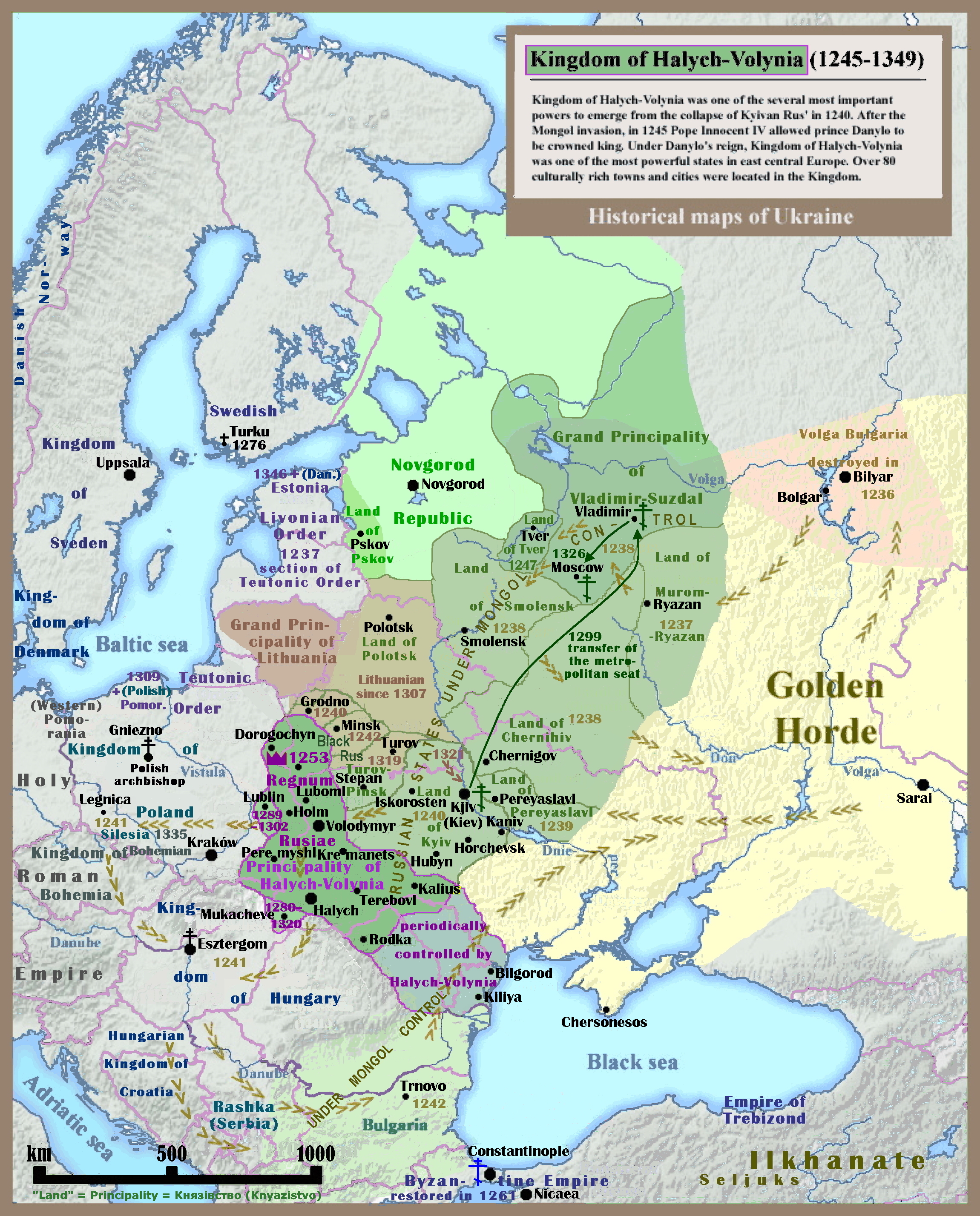
Il Regno della Galizia–Volinia (1245–1349)

Le informazioni circa la conquista operata dal Granducato vengono riportate dalle cronache lituane (in particolare, dalla seconda e dalla terza edizione), una fonte generalmente inaffidabile, e da quelle ucraine (cronaca Gustjnskaia), entrambe edite diversi anni dopo gli eventi. Nessuna fonte del tempo annovera direttamente quanto accaduto, ma fu solo nel 1880 che lo storico ucraino Volodymyr Antonovyč valutò secondo criteri storiografici le cronache e considerò, alla fine della sua analisi, tale campagna e tale battaglia come pura finzione. Ad ogni modo, storici del XX e del XX secolo ritengono il giudizio di Antonovyč troppo affrettato e manicheo, sostenendo dunque che un fondo di verità nel racconto vi sia.

### Situazione politica
Il Principato di Galizia-Volinia attirò l'attenzione di Gediminas fin dalla sua ascesa al potere, soprattutto perché al tempo risultava una potenza importante in Europa orientale. Al fine di indebolirla, il lituano attaccò Brėst nel 1315 e organizzò in seguito il matrimonio tra suo figlio Liubartas e Eufemia, figlia di Andrea di Galizia. Dopo l'attacco nel 1315, il Principato si alleò con l'ordine teutonico, nemico di lunga data dei lituani e impegnato in quella che fu una crociata plurisecolare. Si ritiene che il fautore e dell'alleanza e prima dell'attacco fu un certo Bronisław Włodarski. La Galizia e la Volinia erano due regioni prospere a livello economico e fornivano inoltre un accesso diretto a Kiev, localizzata geograficamente più a sud. Alcune delle lettere di Gediminas del 1323 suggeriscono che la rivalità commerciale rientrò inevitabilmente, in virtù delle considerazioni sopraccitate, tra i motivi dell'attacco e, semmai fosse realmente accaduta, della battaglia del fiume Irpin'. Da luglio 1320 e marzo 1322 non si riscontrano attacchi da parte dei cavalieri teutonici nei confronti della Lituania, il che potrebbe avvalorare la pace menzionata dalle cronache. Si verificò invece un attacco alla Lituania da parte dell'Orda d'Oro nel 1325; gli storici Feliks Shabuldo e Romas Batūra lo interpretarono come una rappresaglia per l'espansione lituana. La conquista dei baltici di Čerkasy, Kaniv, Putyvl' si riferisce probabilmente a una campagna guidata da Vitoldo, nipote di Gediminas, molto più tardi, nel 1392.
È noto che i fratelli Andrea e Leone II di Galizia-Volinia morirono tra maggio 1321 e maggio 1323. Tuttavia, la loro morte non portò al controllo lituano della Galizia-Volinia, benché i due fratelli non avessero avuto un erede maschio. Subentrò invece Jurij II, figlio della loro sorella Maria, e non Liubartas. Jurij fu avvelenato nel 1340, scatenando una lunga guerra civile che logorò il territorio situato a cavallo tra il Granducato di Lituania e il Regno di Polonia. Nessuna fonte del tempo indica che i fratelli furono uccisi dai lituani. Il cronista svizzero Giovanni di Winterthur scrisse che i due furono avvelenati dai loro sudditi una rivolta. In una lettera al papa Giovanni XXII, il re polacco Ladislao I si lamentava della morte di Andrea e di Leone, poiché la Polonia poteva essere vulnerabile a un attacco dell'Orda d'Oro: nel documento, il sovrano non faceva menzione della battaglia del fiume Irpin'.

### Incongruenze
Le incongruenze, in particolare in riferimento ai nomi riportati, sono ben note agli studiosi delle cronache lituane.
L'opera fa riferimento ad un certo principe Vladimiro di Volodymyr-Volyns'kyj, ma non si ha notizia di alcun sovrano con questo nome al tempo di Gediminas; l'ultimo principe Vladimiro di cui si ha notizia è Vladimiro III Ivan Vasilkovič, morto nel 1289. Gli storici hanno però soprasseduto su tale errore, in quanto uno scriba potrebbe aver accidentalmente riportato una persona anziché la città al posto del principe Andrea di Galizia. Un aspetto che avvalorerebbe l'ipotesi di una mera disattenzione evince dal fatto che il nome del fratello di Andrea, Leone II è riportato in maniera corretta. Inoltre, gli scritti contemporanei attestano che i due consanguinei morirono tra il maggio 1321 e il maggio 1323. Romano di Brjansk era invece un principe del XIII secolo; il governante locale dell'epoca era Dimitri Romanovič. Taluno ha sostenuto che tale mistero si potrebbe spiegare ancora una volta con una distrazione dell'autore, il quale aveva confuso il patronimico con quello di un predecessore più famoso. Non si riscontrano prove che dimostrino o confutino se Leone e Dimitri Romanovič fossero cognati. Gli storici hanno in passato suggerito che i tre nomi fossero stati presi in prestito da una campagna precedente: il codice Ipaziano raccontava infatti di una battaglia del 1274 combattuta a Drahičyn dai lituani e da Vladimiro di Volodymyr-Volyns'kyj, Leone I di Galizia e Romano di Černigov e Brjansk. Tuttavia, lo storico Stephen Christopher Rowell, tra le fonti più autorevoli al riguardo, non ha scoperto ulteriori somiglianze testuali tra la battaglia del 1274 raccontata nel codice e la campagna del 1320 descritta nelle cronache lituane.
Non è possibile giudicare l'autenticità della figura di Oleg di Perejaslavl poiché nulla è noto sui principi del posto dopo che la regione venne devastata in maniera quasi irreversibile nel 1240 dall'invasione mongola. Stanislao di Kiev non è presente in altre fonti ed è stavolta assai arduo farla passare come una disattenzione. Le cronache raccontano che questi fuggì nel Principato di Rjazan' dove sposò una figlia del principe della città e salì al trono. Tale versione contraddice quella di opere più attendibili, le quali testimoniano che Ivan Yaroslavič di Rjazan' succedette suo figlio Ivan Ivanovič Korotopol nel 1327. Rowell ha rinvenuto una citazione di Ioann Stanislavich che, estrapolando quanto scrive lo storico inglese, avrebbe potuto indicare un principe di Vjaz'ma e il figlio di Stanislao di Kiev (tuttavia, il nome Stanislao non è un comune tra gli slavi orientali). La genealogia degli Shilovskij (in russo Шиловские?), una famiglia di boiardi di Rjazan', riferiva che questi fossero fuggiti da Kiev assieme a Stanislao. Se non altro, tale riferimento nella genealogia dimostra che la battaglia sul fiume Irpin', qualora fosse avvenuta, è ben precedente rispetto alla stesura delle cronache.
Algimantas, figlio di Mindaugas della famiglia degli Alšėniškiai, è l'unico lituano, oltre a Gediminas, menzionato dalla cronaca. Un elenco di membri degli Alšėniškis scoperto nel monastero delle Grotte di Pskov effettivamente menziona Algimantas (Olgimont), battezzato come Michele. Suo figlio Jonas Jonas Alšėniškis fu un importante nobile nel Granducato e, nel 1399, divenne reggente di Kiev dopo la morte di Skirgaila. Gli storici si sono scervellati per riuscire a capire se con Algimantas si intendesse in realtà Teodoro (Fiodor) nel 1331. A quel tempo, il neo-consacrato arcivescovo Basilio Kalika si recò da Volodymyr-Volyns'kyj, dove risiedeva, a Velikij Novgorod: lungo la strada, fu fermato dal principe Teodoro di Kiev, un basqaq (esattore delle tasse) tartaro e da cinquanta guerrieri. Nel 1916 furono pubblicate nuove prove che Teodoro fosse un fratello di Gediminas e gli storici hanno dedotto, sulla base di quanto accaduto nel 1331, che Teodoro stesse ancora pagando un tributo ai mongoli. I lituani acquisirono il pieno controllo della città solo nel 1362 dopo la battaglia delle Acque Blu contro l'Orda d'Oro.

### Esplicative
1. ↑  Gli storici non sono d'accordo sulla datazione: secondo Maciej Stryjkowski si tratta di 1320/21, Aleksandr Ivanovich Rogov dice 1322, S. C. Rowell 1323, Feliks Shabuldo 1324, e Romas Batūra 1325. Si veda Rowell (1994), p. 984.

### Bibliografiche
1. 1 2  Rowell (2000), p. 707.
2. 1 2  Rowell (1994), p. 307.
3. 1 2 3 4  Rowell (1994), p. 97.
4. ↑  Rowell (1994), pp. 307-308.
5. ↑  Rowell (1994), p. 308.
6. 1 2 3 4  Rowell (1994), p. 101.
7. 1 2  Rowell (1994), p. 94.
8. 1 2 3  Rowell (1994), p. 95.
9. ↑  Rowell (1994), p. 98.
10. ↑  Rowell (1994), p. 105.
11. ↑  Rowell (1994), p. 99.
12. 1 2  Baronas (2011), p. 457.
13. ↑  Rowell (1994), pp. 101-102.
14. 1 2 3 4  Rowell (1994), p. 102.
15. 1 2 3  Rowell (1994), p. 103.
16. ↑  Rowell (1994), pp. 103-104.
17. 1 2 3 4  Rowell (1994), p. 104.
18. ↑  Sužiedėlis (1970-1978), pp. 446-447.